# اسطوره‌شناسی کره‌ای

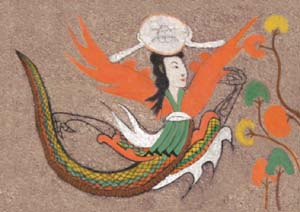
گوگوریئو، ایزدبانوی ماه در اسطوره‌های کره‌ای

اسطوره‌شناسی کره‌ای، مشتمل بر مجموعه‌ای از افسانه‌های ملی و قصه‌های محلی و فولکلوریکی است، که در سرتاسر شبه جزیره کره پدید آمده‌است.
مذهب اصلی کره، یک شکل به‌خصوص از شمنیسم (جادوگری) اروپایی-آسیایی و توتمپرستی مربوط به شرق دور در آسیا بوده که امروزه مخصوصاً در میان جمعیت‌های عشایری منچوری رواج دارد. این مذهب بعدها به شدت تحت تأثیر مکاتبی چون بودیسم، کنفوسیانیسم و مذهب تائو از چین قرار گرفت و عناصری از این ادیان بدان اضافه گردید.
در طی دوران‌های نخست، هنگامی که مذهب بودیسم در حال رونق و پیشرفت بود، شمنیسم کره‌ای به‌طور گسترده‌ای در تلاش بود تا از اعتبار بودیسم به‌عنوان مذهب رسمی این سرزمین بکاهد. در سال‌های پسین، هم بودیسم کره‌ای و هم شمنیسم آن، به میزان شدیدی مورد پاکسازی قرار گرفتند، تا بدانجا که کار تقریباً به نقطه‌ای رسید که این مکاتب از آگاهی عمومی مردم به کلی محو گردیدند.
پس از بروز جنگ کره در سال ۱۹۵۳ میلادی، شمن‌ها (جادوگران)، کمتر به‌عنوان چهره‌هایی مذهبی دیده شدند و بیشتر به این افراد به‌عنوان شارلاتان‌هایی نگریسته می‌شد که برای به‌دست آوردن پول، به تیغ زدن و سوء استفاده از مردم اشتغال دارند. با این وجود، اخیراً جنبشی برای احیای اساسی شمنیسم به وجود آمده‌است که به اصلاح این عنصر، به عنوان یکی از اجزای فرهنگ کره‌ای می‌اندیشد.
اگرچه ارزش‌ها و آداب و رسوم مکتب کنفوسیوس، امروزه جامعه کره را، دربرگرفته و پوشش داده‌است، امّا حدود نیمی از مردمان امروزی کره جنوبی خود را به عنوان افرادی لامذهب می‌شناسانند، یک چهارم آن‌ها مسیحی به‌شمار می‌روند و یک چهارم باقی‌مانده دیگر بودایی محسوب می‌شوند.
امروزه همچنین، باور و اعتقاد به افسانه‌های بومی کره به عنوان شکلی از یک مذهب اقلیت (اقلیت مذهبی) شناخته می‌شود. در میان آن‌ها که جزو این اقلیت  مذهبی شناخته می‌شوند، پیروان چوندوگیو و دائجونگیو قابل ذکرند که دانگون را به عنوان خدا عبادت می‌کنند. علاوه بر این، در مناطق مختلف روستایی، جادوگری توانسته‌است که همچنان به حیات خویش ادامه دهد و زنده بماند.
[اسامی کره‌ای در این مقاله به زبان‌های هانگول و هانجا نوشته شده‌است.]

## اسطوره‌شناسی
شناخت اساطیر و موجودات اسطوره‌ای کره‌ای، یا هستی‌شناسی یا اسطوره شناسی(کوسمولوژی) مربوط بدانها، بسته به نوع و ماهیت منبعی که این موارد را گزارش کرده، دستخوش تغییر و تفاوت‌های بسیاری شده‌است، اما به‌طور کلی می‌توان آن را در یکی از سه زیر مجموعه ذیل خلاصه نمود:
نخست موجودات اساطیری مربوط به توتمیسم/شمنیسم، دوم اسطوره‌شناسی مربوط به تائوئیسم، و سوم اسطوره‌شناسی متأثر از بودیسم، که البته دو مورد نخست، به عنوان اسطوره‌شناسی یا هستی‌شناسی پیش بودایی مورد اشاره قرار می‌گیرند.

### اسطوره‌شناسی وابسته به توتمیسم/ شمنیسم
سنت‌های وابسته به توتمیسم و شمنیسم شاید بیشتر بومی (یعنی «کره ای») هستند و از اسطوره‌شناسی قبل از رواج ادبیات در کره منشاء می‌گیرند و شامل اشارات متعددی به جغرافیای محلی این سرزمین، مانند کوه‌ها، رودخانه‌ها، و غیره در نواحی مختلف این سرزمین می‌باشند. افسانه‌های باستانی وابسته به توتمیسم و شمنیسم در کره، بخش بزرگی از ادبیات شفاهی و نانوشته را دربرمی گیرد، که بر مودانگ‌ها یا همان شمنهای محلی تمرکز دارد. مودانگ، هم به عنوان یک راوی و داستان گوی و هم به عنوان یک شمن (کشیش یا کاهن یا جادوگر) فعالیت کرده و به نظر می‌رسد که افسانه‌های نقل شده توسط او، معمولاً شامل افسانه‌هایی است که برای توجیه قدرت خود او (مودانگ) یا برای توضیح منشأ قبیله خاص، بیان می‌شود.
همچنین در این ارتباط، اسطوره‌شناسی ماگو (به کره‌ای: 마고 신화، یا麻姑 神话) نیز شناخته شده‌است، که این اسطوره‌شناسی در دورانی خاص رواج داشته‌است و در واقع یکی از هستی شناسی‌های کمتر شناخته شده کره‌ای به‌شمار می‌رود، که بخشی از علل این ویژگی به نفوذ روزافزون مذهب بودایی و همینطور مذهب تائوئیسم در سرتاسر این دوره مربوط می‌شود، و همچنین به همین ترتیب، بخش دیگری از آن به تحمیل یک سیستم مردسالار به این نوع اسطوره‌شناسی بازمی گردد، سیستمی که به شدت از افسانه‌هایی که در آن‌ها ادارهٔ طبیعت به ایزدبانویان سپرده شده، دست کشیده و رویگردان است. به نظر می‌رسد که اشاره به این نوع هستی شناسی، نخستین بار در کتاب بودوجی (부도지) صورت گرفته‌است که در سال ۱۹۵۳ نوشته شده‌است.

### آفرینش جهان
در آغاز، اثری از جهان وجود نداشت. ایزدی به نام یول ریئو (به کره‌ای: 율려 یا 律呂) و ایزدبانویی به نام ماگو (به کره‌ای: 마고 یا:麻姑) آشکار شدند. سپس یول - ریئو درگذشت. ایزدبانو ماگو به نوبه خود، دو الهه یا ایزدبانوی دیگر به دنیا آورد. این دو الهه عبارت بودند از: گونگ هی (به کره‌ای: 궁희 یا: 穹 姬) و سو هی (به کره‌ای: 소희 یا: 巢 姬). این الهه گان نیز، هریک به نوبه خود دو مرد آسمانی (به کره‌ای: 천인 یا:天人) و دو زن آسمانی (به کره‌ای: 천녀 یا: 天 女) به دنیا آوردند.
پس از ظهور مردمان آسمانی، یول - ریئو 율려 دوباره زنده شد و از طریق او یا توسط او، آسمان، زمین و اقیانوس‌ها ایجاد گردیدند، و همراه با آنها، چهار عنصر: چی یا همان روح (به کره‌ای: 기 یا: 氣)، آتش (به کره‌ای: 火 یا: 불)، آب (به کره‌ای: 水 یا: 물)، و زمین (به کره‌ای: 土 یا: 흙) خلق شدند. سپس این چهار عنصر نیز، به نوبه خود مخلوط شدند و سبزیجات و گیاهان، پرندگان و حیوانات را پدید آوردند.
ماگو (به کره‌ای: 마고 یا: 麻姑) تصمیم گرفت که با یول- ریئو بماند، و بدینسان بدن‌های آنان به جهان تبدیل گردیدند، و مردمان آسمانی، تمامی موجودات زنده را، از دژ آسمانی خود، که به نام قلعه یا دژ ماگو یا ماگوسئونگ (به کره‌ای: 마고성 یا: 麻姑 城) نامیده می‌شود، به افتخار این الهه اداره می‌کنند.

### پدیداری نوع بشر
چهار مرد آسمانی بودند که از هریک از جهات اصلی قلعه محافظت به عمل می‌آوردند، این چهار مرد عبارت بودند از: چئونگ - گونگ (به کره‌ای: 청궁 یا: 靑 穹)، و هوانگ - گونگ (به کره‌ای: 황궁 یا: 黄 穹) که فرزندان گونگهوی Gunghwee بودند، و هوکسو (به کره‌ای: 흑소 یا黑 巢)، و بائکسو (به کره‌ای: 백소 یا: 白巢) که فرزندان سوهوی Sohwee محسوب می‌شدند. آن‌ها به نوبه خود، با چهار تن از زنان آسمانی ازدواج کردند، که حاصل این ازدواج تولد دوازده بچه بود، که همین بچه‌ها تبدیل به اجداد انسان شدند.
این نیاکان انسان، از نژادی خالص بودند و گفته می‌شد که آن‌ها از شیر زمین (به کره‌ای: 지유 یا: 地 乳)، که از چشمه‌ای در درون قلعه می‌جوشید و سرچشمه می‌گرفت، می‌نوشند. آن‌ها می‌توانستند بدون اینکه تولید صدا بنمایند، با یکدیگر صحبت بکنند، و به کار و فعالیت مشغول شوند، بی‌آنکه بتوانند چیزی را ببینند و ضمناً آن‌ها هرگز نمی‌مردند. بدین ترتیب، آنان برای ده هزار سال، به گونه‌ای دست نخورده زندگی می‌کردند.
سپس دورانی فرا رسید که در آن تعداد مردم زیاد گردید و جمعیت آنان بیش از حد بزرگ شد. طوری‌که میزان شیر زمین (یا «جی یو») موجود در قلعه، برای آن که به همه اطراف برود و به تغذیه تمامی افراد برسد، کافی نبود. به همین دلیل، مردی از زنجیره یا صف بائسکو (به کره‌ای: 백소 یا: 白 巢) به نام جی سو (به کره‌ای: 지소 یا:支 巢) تصمیم گرفت که از وعده غذایی خود از شیر زمین پنج نوبت صرفنظر کند و این پنج وعدهٔ خویش را به همسایگان خود بدهد (نسخه‌های دیگر می‌گویند که این مرد، در صف [ظاهراً صفی که برای نوشیدن نوبتی، از شیر زمین که از چشمه‌ای درون قلعه می‌جوشید-مترجم]، منتظر مانده بود، اما صف به حدی طولانی بود که هرگز نوبت نوشیدن شیر به او نرسید). در نهایت، گرسنگی این مرد آن قدر زیاد شد که به میزان غیرقابل تحملی رسید، و وی تصمیم به کشتن خود گرفت و برای خودکشی، به سمت صخره‌ای خیز برداشت، جایی که وی در آن، شاخه تاک یا درخت انگوری را دید، که بر لبه صخره رو به رشد بود. بدین ترتیب، وی توانست گرسنگی خویش را با خوردن انگور فروبنشاند. با خوردن انگور، وی فوری و بلافاصله توانست پنج طعم ترشی، تلخی، تندی، شیرینی، و شوری را بچشد و بدان‌ها دست یابد. این است که واقعهٔ مذکور، به عنوان رویداد پنج طعم (오미 의 변) شناخته شده‌است.
جیسو (به کره‌ای: 지소 یا: 支 巢)، بعد از این واقعه به میان مردمان قوم خویش بازگشت و با آن‌ها از کشف خود گفت. با این حال، به زودی، هریک از کسانی که از این انگورها می‌خوردند، رشد دندان هایشان آغاز می‌شد. از استفراغ دندان‌ها، بزاقی پدید آمد که تبدیل به زهر شد. و این بدان دلیل بود که آن‌ها در آن حال، به منظور زنده ماندن، از چیزهای زندهٔ دیگر نیز می‌خوردند.
به زودی آن‌ها قادر به دیدن شدند، اما در زمانی طولانی‌تر بر آنان گذشت، که طی آن بدان‌ها توان شنیدن نغمه‌های آسمان‌ها نیز داده شد. پوست آن‌ها زبر و خشن شد، پاهایشان سنگین و تنومند گردید، و مبدل به موجوداتی خالص و تمام عیار شدند. سپس از آن‌ها کودکان بسیاری متولد گردیدند که به حیوانات شباهت داشتند، و دوران زندگی آنان، شروع به کمتر شدن نمود.
در نهایت، وضعی به وجود آمد که طی آن، مردم ماگوسونگ (به کره‌ای: 마고성 یا: 麻姑 城)، به خاطر تحولات پدید آمده، شروع به سرزنش جی سو(지소) کردند، و او را به همراه خانواده اش و تمامی کسانی که از انگور خورده بودند، وادار به ترک ماگوسونگ (به کره‌ای: 마고성 یا:麻 姑 城) نمودند.
بدین ترتیب، جی سو و صف همراهان او، آنجا را ترک نمودند، امّا با این حال، هوانگ - گونگ (황궁 : 黄 穹)، که یکی از چهار نگهبان قلعه بود و همو جد مستقیم مردم کره محسوب می‌شود، تلاش کرد که آن‌ها را با گفتن این که: اگر آن‌ها بتواند ماهیت خالص و طبیعت خویش را بهبود ببخشند، از هرگونه بدبختی و فلاکت رها خواهند شد، تشویق نماید.
به محض شنیدن این گفته، مردم قانع شدند که تنها راه برای آن که آنان را یک بار دیگر، به نژادی خالص تبدیل نماید، این است که آنان دوباره از شیر زمین بنوشند. آن‌ها سپس به قلعه یورش برده و آن را تسخیر نمودند، و سپس بنیادهای قلعه را به منظور آشکار ساختن منبع چشمه‌ای که تا به حال به آن‌ها شیر زمین را اعطا می‌کرد، به کلی ویران ساختند. با این حال، چشمه شروع به جریان یافتن در تمامی جهات نمود و پس از آن شیر تبدیل به زمینی غیرقابل خوردن شد، و با این اتفاق، و حال که قلعه به کلی نابود گردیده بود، نه تنها عاملان اصلی وقوع این اتفاقات، بلکه همه ساکنان سابق قلعه، از گرسنگی ناچار به ترک آن شدند.
به زودی، پس از این وقایع قحطی عظیمی پدید آمد، و بدین ترتیب تمام افراد، نه تنها ناگزیر به کاستن از خوردن(با حرص و ولع خوردن) انگور شدند، بلکه همگی انواع گیاهان و حتی حیوانات به تلاش برای سیر کردن خود و رفع گرسنگی شان مشغول شدند. از بین آنها، تنها هوانگ - گونگ (به کره‌ای: 황궁 یا:黄 穹)، چهار مرتبه برای طلب بخشش به نزد ماگو (به کره‌ای: 마고 یا: 麻姑) آمد و به او را برای عفو، التماس نمود. او سوگند خورد که تا زمانی که ابناء بشر (نوع بشر) یعنی بقیه مردم نتوانند ماهیت خالص خود را بهبود بخشند، وی هرگز آرام نخواهد گرفت و استراحت نخواهد کرد. وی از آن ایزدبانو، سه مرده زیگ یا میراث آسمانی، و دانش بزرگ به‌دست آورد. او بعد از آن، به همه مردم زمین نام اعطا نمود، به آن‌ها زراعت و کشاورزی را آموزش داد، و به هریک از رهبران قبیله، یک مُرده ریگ یا میراث آسمانی سپرد و سپس آن‌ها را به جهات مختلف گسیل(ارسال) نمود تا مردم زمین را پدید آورند.

### اقامت در جهان
چئونگ گونگ (به کره‌ای: 청궁 یا: 靑 穹)، به سمت شرق رفت، جایی که او چین را تأسیس نمود.
بائسکو (به کره‌ای: 백소 یا: 白 巢) مردمان قوم خود را به غرب انتقال داد، که همان‌ها به مردم اروپا و شرق میانه تبدیل شدند.
هیوکسو (به کره‌ای: 흑소 یا: 黑 巢) به جنوب نقل مکان کردند، به منطقه‌ای که در حال حاضر هند و جنوب شرقی آسیا را تشکیل می‌دهد.

## موجودات افسانه‌ای
- هانئول-نیم - امپراتور آسمانی، فرمانروای آسمان‌ها و زمین بود. با آنچه در دوران معاصر «خدا» نامیده می‌شود، مطابقت دارد.
- اوخوانگ سانگجه - پادشاه آسمان (مربوط به مذهب تائو)
- دال (سون)-نیم - ماه، خواهر خورشید می‌باشد.
- هائی(سیک)-نیم - خورشید، خواهر ماه است.
- سه-اوه-نییو - یک زن بود که به‌طور مداوم و همیشگی از دریا، محصول صدف صید می‌کرد، اما به‌طور تصادفی، دور و اطراف اقیانوس را درنوردید و سرانجام، بر روی یک سنگ جادویی متحرک، سر از ژاپن درآورد. مردم او را ملکه می نامیدند. قبل از اینکه این زن به ژاپن انتقال یابد، او شوهری به نام یئون اورانگ داشت، که بعدها به دنبال او آمد.
- یئون اورانگ - شوهر سه اوه نیو بود. او نیز همچون همسرش، به وسیلهٔ یک سنگ جادویی به ژاپن رانده شده بود. او همسرش را در آنجا ملاقات کرد، و هر دو باهم به شادی زندگی کردند.
- چئونها دائجانگ گون - شوهر یئوجانگ گون جی‌ها و نگهبان روستایی و عمومی تحت بهشت بود.